# Charles Bernier (avocat)
Pour les articles homonymes, voir Bernier.
Charles Bernier, né le 9 octobre 1857 à Clermont dans le département de l'Oise et mort le 9 février 1936 dans le 7e arrondissement de Paris, est un avocat honoraire, au Conseil d'État et à la Cour de cassation, et un peintre aquarelliste français.

## Biographie
Charles Nicolas Bernier naît le 9 octobre 1857 à Clermont dans le département de l'Oise, fils d'Édouard Bernier, contrôleur des contributions directes, et de Claire Émélie Joséphine Decolins. Il épouse Marie Joséphine Marguerite Cugnin.
Il fait ses études, au collège Vaugirard puis au lycée Saint-Louis de Paris d'où il sort bachelier ès-lettres et ès-sciences, et enfin à la faculté de droit de Paris où il obtient son doctorat en droit. Il devient avocat à la cour d'appel de Paris, en novembre 1878, puis avocat au Conseil d'État et à la Cour de cassation à compter du 16 janvier 1892 et ancien membre du Conseil de l'Ordre.
Il est également artiste-peintre, élève d'Ernest Simon comme le montrent les 2 aquarelles exposées à la 125e  exposition officielle de 1907 de la Société des artistes français, dont il est membre à partir de 1887 et dont il démissionne en 1909. Il s'adonne particulièrement à la peinture animalière comme on peut le voir au musée du Touquet-Paris-Plage - Édouard Champion. 
Il est aussi membre de la session permanente du comité consultatif des chemins de fer, de la commission des monuments historiques au ministère des beaux-arts, du comité de contentieux du ministère de l'Instruction publique et du comité de contentieux et d'études juridiques au ministère des Travaux publics.
À Paris-Plage, il est élu membre titulaire de la Société académique de Paris-Plage le 27 août 1906 et démissionnaire en 1907 puis réélu le 13 octobre 1908, il en est le vice-président de 1931 à 1933. Il habite au no 40 boulevard des Invalides dans le 7e arrondissement de Paris et Villa Les Sarcelles, au no 2 rue de Londres, au Touquet-Paris-Plage, en 1935.
Il meurt le 9 février 1936 dans le 7e arrondissement de Paris, à l'âge de 78 ans,.

## Hommage
La municipalité du Touquet-Paris-Plage lui rend hommage en donnant son nom au square Charles Bernier qui jouxte sa villa Les Sarcelles.

## Distinctions
Charles Bernier est nommé chevalier dans l'ordre national de la Légion d'honneur le 15 janvier 1905 puis promu officier le 20 janvier 1919.

## Œuvres dans les collections publiques
- Le Touquet-Paris-Plage, musée du Touquet-Paris-Plage - Édouard Champion, donation, de l'épouse de Charles Bernier, en 1937[5] :
  - Boulogne, Boulogne-sur-Mer, 1905, aquarelle et gouache sur papier, 55 × 38 cm[6] ;
  - Maison à Camiers, Camiers, 1912, aquarelle sur papier, 55 × 38 cm[7] ;
  - Oiseaux de rivage, Le Croisic, 1890, aquarelle sur papier, 46 × 35 cm[8] ;
  - Pies de mer, Le Croisic, 1891, aquarelle sur papier, 65 × 50 cm[9] ;
  - Vieux moulin de Cucq, Cucq, 1896, aquarelle sur papier, 55 × 38 cm[10] ;
  - Hutte des douaniers, Étaples, 1897, aquarelle sur papier, 48 × 33 cm[11] ;
  - Batteuse à cheval, Étaples, 1906, aquarelle sur papier, 55 × 38 cm[12] ;
  - Hôtel de ville d'Hesdin, Hesdin, 1906, aquarelle et gouache sur papier, 55 × 33 cm[13] ;
  - Oiseaux de rivage, Houat, 1890, aquarelle sur papier, 55 × 38 cm[14] ;
  - Chiens de mer, Pas-de-Calais, 1906, aquarelle sur papier, 50 × 37 cm[15] ;
  - Paravane échouée, Pas-de-Calais, début XXe siècle, aquarelle sur papier, 30 × 28 cm[16] ;
  - Oiseaux de basse-cour, Le Touquet, 1889, aquarelle sur papier, 73 × 54 cm[17] ;
  - Séneçons dans les dunes, Le Touquet, 1898, aquarelle sur papier, 55 × 38 cm[18] ;
  - Flotille d'Étaples en baie de Canche, Le Touquet, 1898, aquarelle sur papier, 51 × 30 cm[19] ;
  - Marine, Le Touquet, 1900, aquarelle sur papier, 65 × 50 cm[20] ;
  - Marine, Le Touquet, Le Touquet, 1905, aquarelle sur papier, 61 × 50 cm[21] ;
  - 7 oiseaux de mer sur le rivage, Le Touquet, début XXe siècle, aquarelle sur papier, 73 × 54 cm[22] ;
  - 5 oiseaux de rivage en vol, Le Touquet, début XXe siècle, aquarelle sur papier, 73 × 54 cm[23] ;
  - Épave du SOCOTRA, Le Touquet, début XXe siècle, aquarelle sur papier, 38 × 28 cm[24] ;
  - Poste des douanes, Trépied, 1907, aquarelle sur papier, 35 × 24 cm[25].

## Publications
- Charles Bernier, Droit français : de l'Occupation militaire en temps de guerre, règle de conduite d'une armée sur le territoire ennemi, vol. 1, Paris, L. Larose et Forcel, 1884[26]

- Charles Bernier, Louis Paquy, avocat à la cour d'appel, docteur en droit, Maisons-Laffitte, J. Lucotte, 1890, 10 p.[27]

## Pour approfondir